# Équipe cycliste Tianyoude Hotel
L'équipe cycliste Tianyoude Hotel est une équipe cycliste chinoise, ayant le statut d'équipe continentale.

## Principales victoires

### Championnats nationaux
- Championnats d'Iran sur route : 2
  - Course en ligne : 2023 (Saeid Safarzadeh)
  - Contre-la-montre : 2023 (Saeid Safarzadeh)

## Classements UCI
L'équipe participe aux épreuves des circuits continentaux et en particulier de l'UCI Asia Tour. Les tableaux ci-dessous présentent les classements de l'équipe sur les différents circuits, ainsi que son meilleur coureur au classement individuel.
UCI America Tour
| UCI America Tour | UCI America Tour       | UCI America Tour                          | UCI America Tour |
| Année            | Classement par équipes | Meilleur coureur au classement individuel |                  |
| ---------------- | ---------------------- | ----------------------------------------- | ---------------- |
| 2017             | 34e                    | Yonathan Monsalve (72e)                   |                  |
| 2018             | 11e                    | Pedro Gutiérrez (23e)                     |                  |
| 2019             | -                      | Yecid Sierra (61e)                        |                  |
| 2020             | -                      | Yecid Sierra (208e)                       |                  |
|                  |                        |                                           |                  |
| Source : UCI     |                        |                                           |                  |

UCI Asia Tour
| UCI Asia Tour | UCI Asia Tour          | UCI Asia Tour                             | UCI Asia Tour |
| Année         | Classement par équipes | Meilleur coureur au classement individuel |               |
| ------------- | ---------------------- | ----------------------------------------- | ------------- |
| 2010          | 51e                    | Ma Haijun (178e)                          |               |
| 2011          | 60e                    | Wu Shengjun (258e)                        |               |
| 2012          | 53e                    | -                                         |               |
| 2013          | 41e                    | Eugen Wacker (46e)                        |               |
| 2014          | 71e                    | -                                         |               |
| 2015          | 83e                    | Norberto Wilches (358e)                   |               |
| 2017          | 23e                    | Yonathan Monsalve (15e)                   |               |
| 2018          | 54e                    | Yonathan Monsalve (93e)                   |               |
| 2019          | 16e                    | Saeid Safarzadeh (15e)                    |               |
| 2020          | 26e                    | -                                         |               |
| 2022          | 32e                    | Zhang Zhishan (87e)                       |               |
| 2023          | 18e                    | Saeid Safarzadeh (15e)                    |               |
| 2024          | -                      | Saeid Safarzadeh (48e)                    |               |
|               |                        |                                           |               |
| Source : UCI  |                        |                                           |               |

UCI Europe Tour
| UCI Europe Tour | UCI Europe Tour        | UCI Europe Tour                           | UCI Europe Tour |
| Année           | Classement par équipes | Meilleur coureur au classement individuel |                 |
| --------------- | ---------------------- | ----------------------------------------- | --------------- |
| 2016            | 112e                   | Oleksandr Surutkovych (605e)              |                 |
| 2019            | -                      | Nicolas Marini (1497e)                    |                 |
|                 |                        |                                           |                 |
| Source : UCI    |                        |                                           |                 |

L'équipe est également classée au Classement mondial UCI qui prend en compte toutes les épreuves UCI et concerne toutes les équipes UCI.
| Classement mondial | Classement mondial     | Classement mondial                        | Classement mondial |
| Année              | Classement par équipes | Meilleur coureur au classement individuel |                    |
| ------------------ | ---------------------- | ----------------------------------------- | ------------------ |
| 2016               | -                      | Oleksandr Surutkovych (925e)              |                    |
| 2017               | -                      | Yonathan Monsalve (263e)                  |                    |
| 2018               | -                      | Yonathan Monsalve (571e)                  |                    |
| 2019               | 113e                   | Saeid Safarzadeh (508e)                   |                    |
| 2020               | 179e                   | Yecid Sierra (2118e)                      |                    |
| 2022               | 174e                   | Zhang Zhishan (1244e)                     |                    |
| 2023               | 114e                   | Saeid Safarzadeh (414e)                   |                    |
| 2024               | 149e                   | Yonathan Monsalve (1287e)                 |                    |
|                    |                        |                                           |                    |
| Source : UCI       |                        |                                           |                    |

## Tianyoude Hotel Cycling Teamen 2022
| Cycliste       | Date de naissance | Nationalité | Équipe 2021                  |  |
| -------------- | ----------------- | ----------- | ---------------------------- |  |
| Duojie Cairang | 1er juillet 2000  | Chine       | Tianyoude Hotel Cycling Team |  |
| Guo Shourong   | 3 février 2002    | Chine       |                              |  |
| Li Hongbo      | 21 septembre 2000 | Chine       |                              |  |
| Li Hu          | 5 juin 1998       | Chine       | Tianyoude Hotel Cycling Team |  |
| Li Zisen       | 26 octobre 1997   | Chine       | Tianyoude Hotel Cycling Team |  |
| Niu Minghui    | 12 juin 2002      | Chine       |                              |  |
| Qiehua Cairang | 8 avril 1999      | Chine       | Tianyoude Hotel Cycling Team |  |
| Sun Hailin     | 1er janvier 2001  | Chine       | Tianyoude Hotel Cycling Team |  |
| Wang Jiancai   | 5 décembre 1994   | Chine       | Tianyoude Hotel Cycling Team |  |
| Wang Ming Dong | 15 mai 1997       | Chine       | Tianyoude Hotel Cycling Team |  |
| Yuan Zhanhui   | 5 avril 1998      | Chine       | Tianyoude Hotel Cycling Team |  |
| Zhang Zhishan  | 3 juillet 1994    | Chine       | Tianyoude Hotel Cycling Team |  |
| Zhu Pengwu     | 27 janvier 2001   | Chine       |                              |  |